# アフォガート

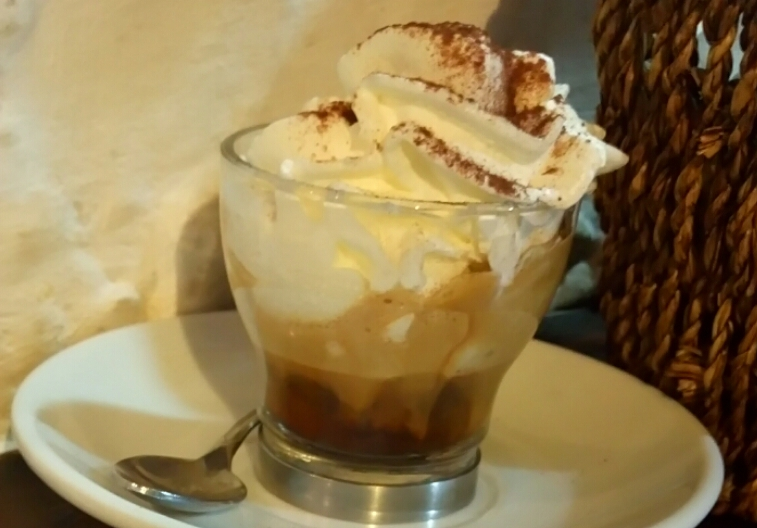
ホイップクリームをトッピングしたアッフォガート・アル・カッフェ

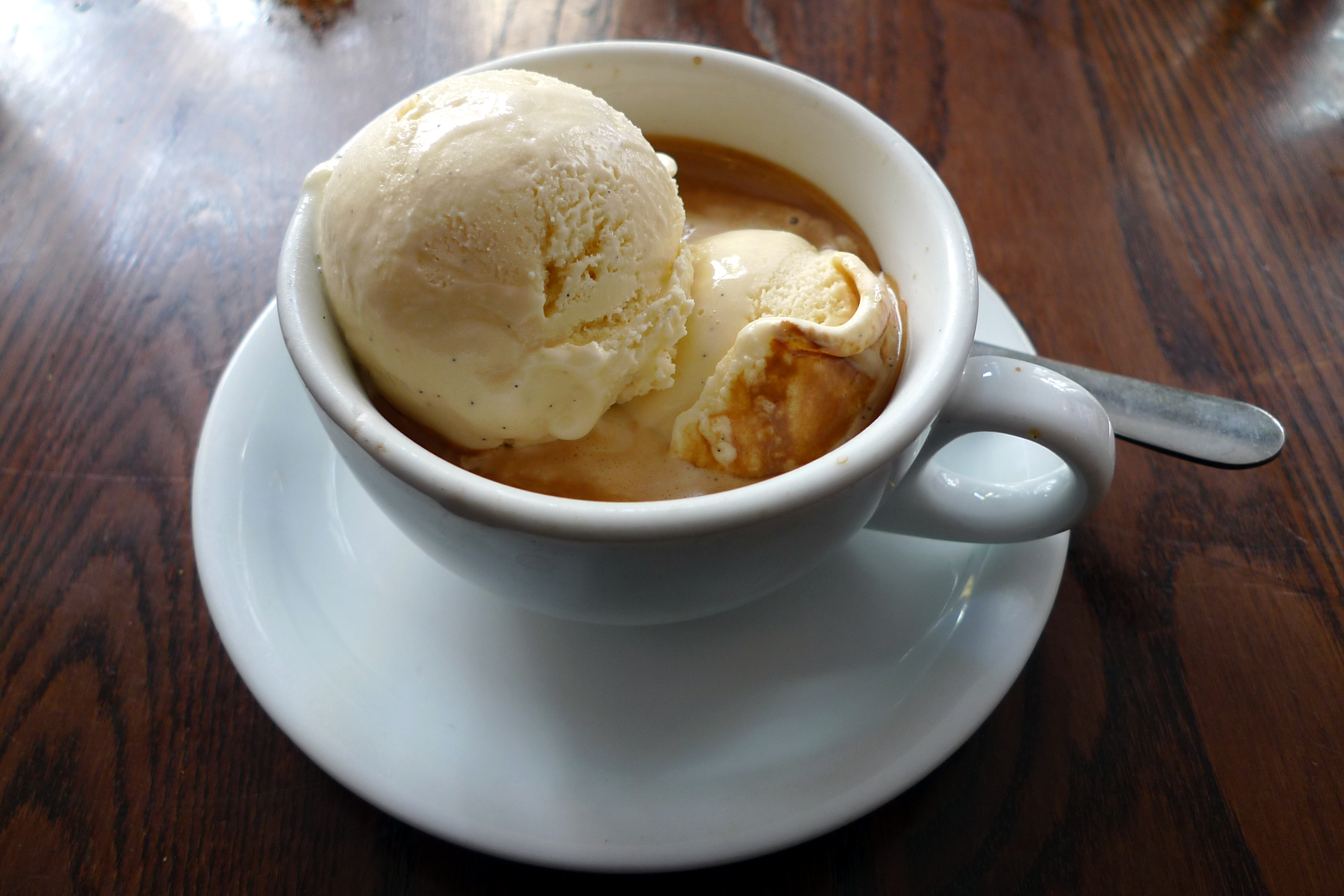
アッフォガート・アル・カッフェ（ロンドンで撮影）。

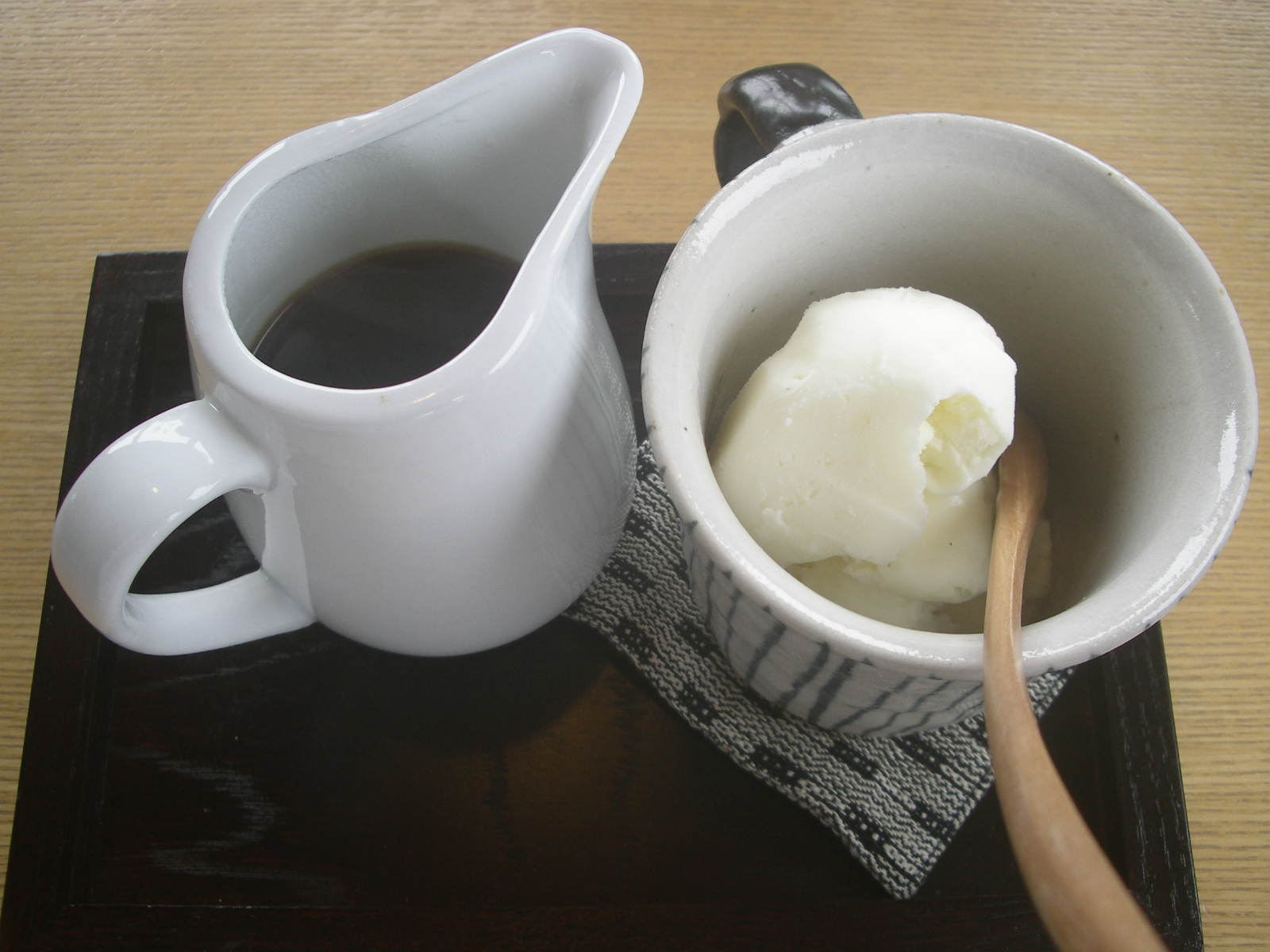
アフォガートの例

アフォガート（アッフォガート、イタリア語: affogato）、またはアッフォガート・アル・カッフェ（affogato al caffe）は、コーヒーを基にしたイタリアのデザートである。一掬いのミルク風味またはバニラ風味のアイスクリームまたはジェラートにエスプレッソのショットをかけて食べる形式が一般的である。エスプレッソ以外にも、アマレットやビチェリン、カルーア、その他リキュールを使うレシピもある。
affogatoはイタリア語で「溺れた（アイスクリーム）」の意である。
イタリアのレストランとカフェではデザートに分類されるが、イタリア国外のレストランとカフェでは飲み物に分類されることがある。
日本においては「アフォガード」との誤表記が多く見られる。

## 歴史
イタリアにおけるアフォガートの起源は不明であるが、イタリアで人気を得たのは1950年代である。これはアイスクリーム製造の工業化と同時に起こった。アメリカで「affogato」という単語が英語辞書に含まれたのは1992年のことだった。